# ヘンドリック・ウィレム・メスダフ
ヘンドリック・ウィレム・メスダフ（Hendrik Willem Mesdag、1831年2月23日 - 1915年7月10日）はオランダの画家である。海洋画や風景画を描いた。「ハーグ派」の一人に数えられる。

## 略歴
フローニンゲンで生まれた。父親は銀行家でアマチュア画家であった。父親の勧めで美術を学んだ。兄のタコ・メスダフ（Taco Mesdag:1829-1902）も銀行家として働いた後、風景画家として活動した。父の銀行で働き始めたが、1856年に裕福な商人の娘のシーナ・ファン・ハウテン(Sina Mesdag-van Houten)と結婚した。妻の弟にはオランダの内務大臣となったサミュエル・ファン・ハウテン（Samuel van Houten: 1837–1930）がいる。1864年に夫がそれまでの仕事を止め、画家になると決めた時、シーナ・メスダフが相続した父親の遺産のおかげで経済的な問題はなかった。その後妻も画家として活動するようになった。
ブリュッセルに移った風景画家のウィレム・ルーロフスから絵を学んだ。1868年から、デン・ハーグに移り海洋画や海岸の風景を描いた。1870年にサロン・ド・パリに出展し、金賞を受賞した。
1880年にベルギーの会社の依頼をうけて、高さ14m、周囲長120mの円筒の巨大なパノラマ絵画を妻と弟子の助けをかりて製作した。ハーグで展示されている「パノラマ・メスダフ」(Panorama Mesdag)には北海に面した村スヘフェニンゲンの風景が描かれている。
「ハーグ派」の美術団体「プルクリ・スタジオ」に加わり、1889年には会長となった。
1903年にハーグの邸と、メスダフ夫妻の作品や収集した美術コレクションを政府に寄付し、メスダフ・コレクション・ミュージアムとなっている。

## 作品

### 海洋画

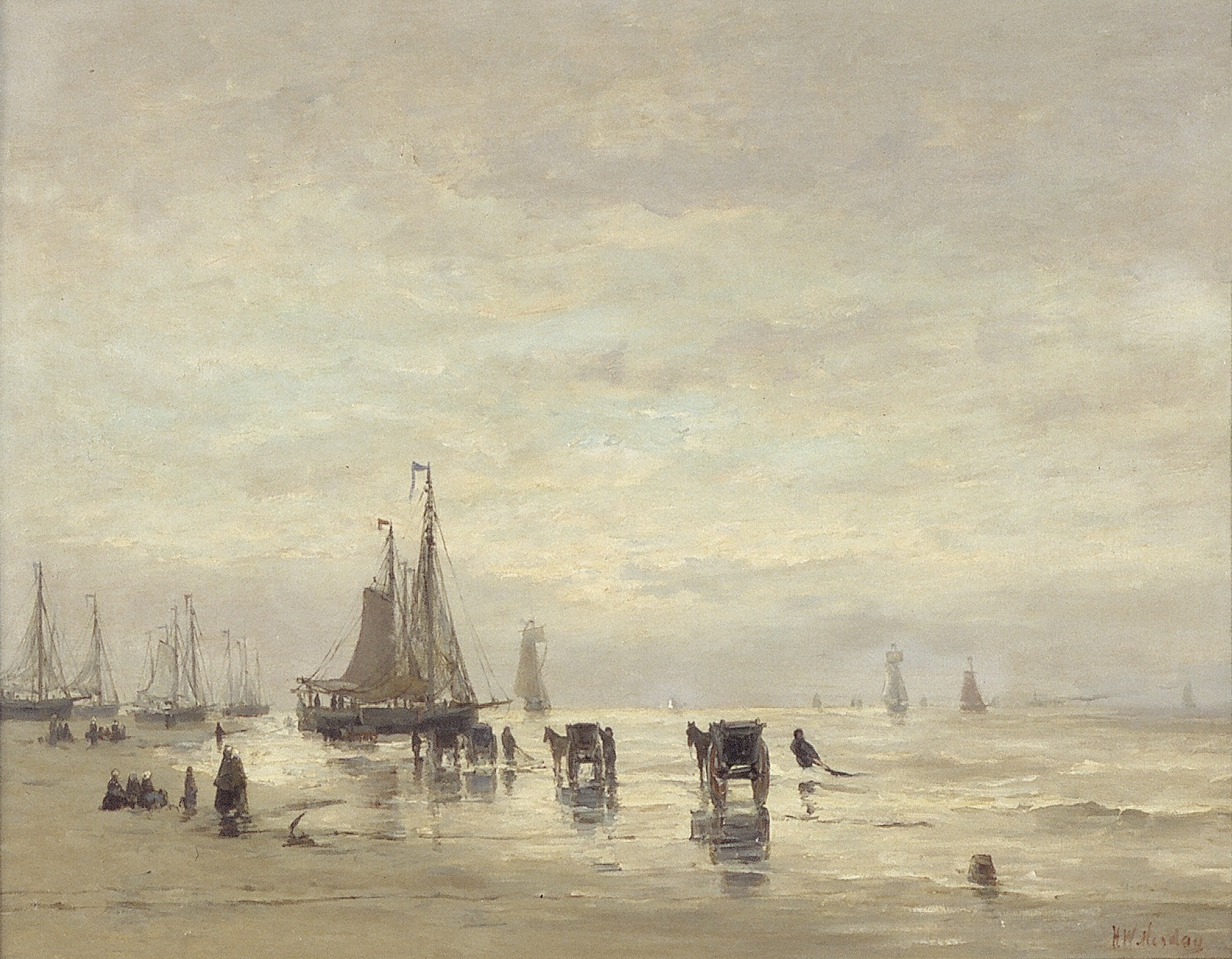
「船と貝とり」
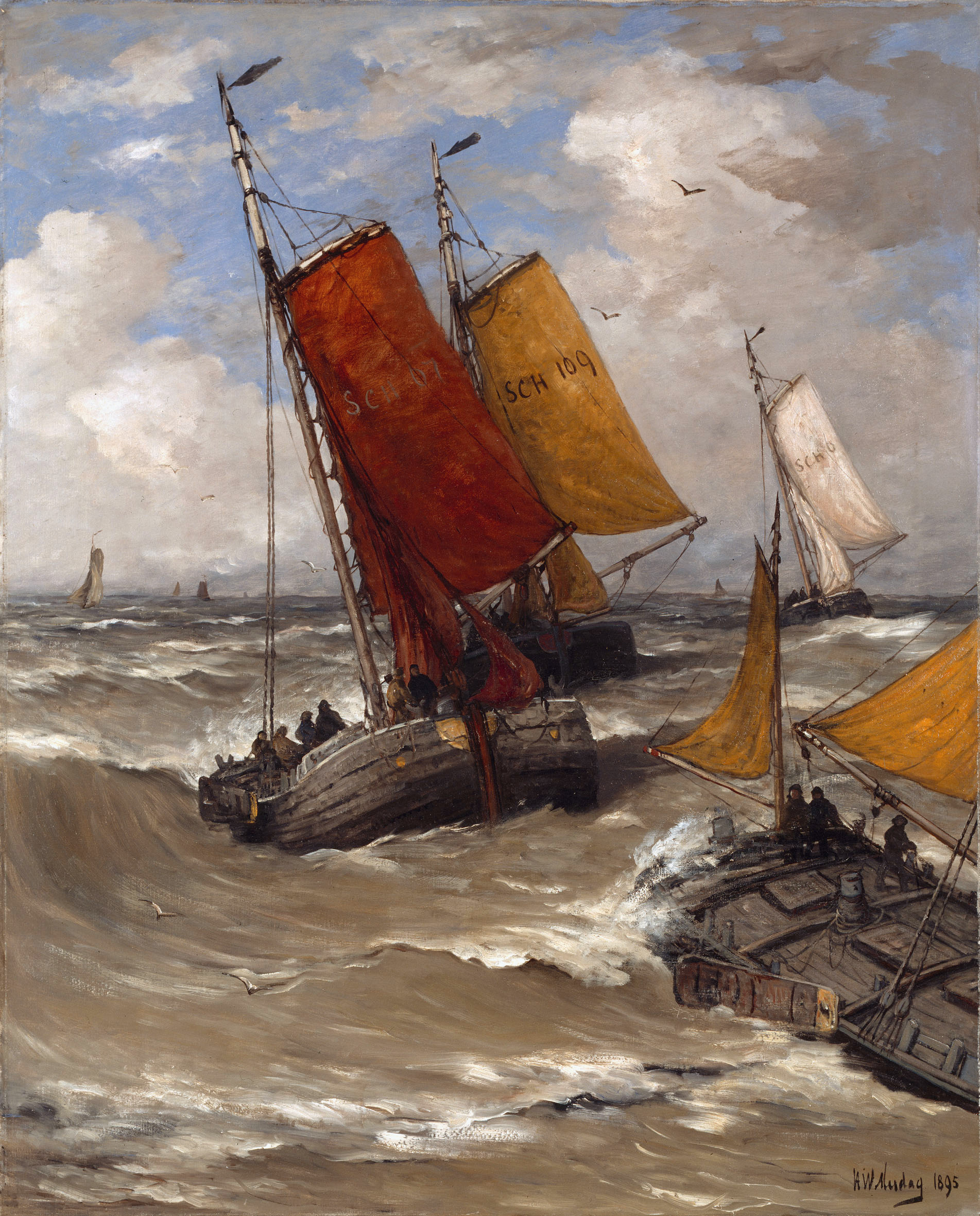
「漁から戻る船」
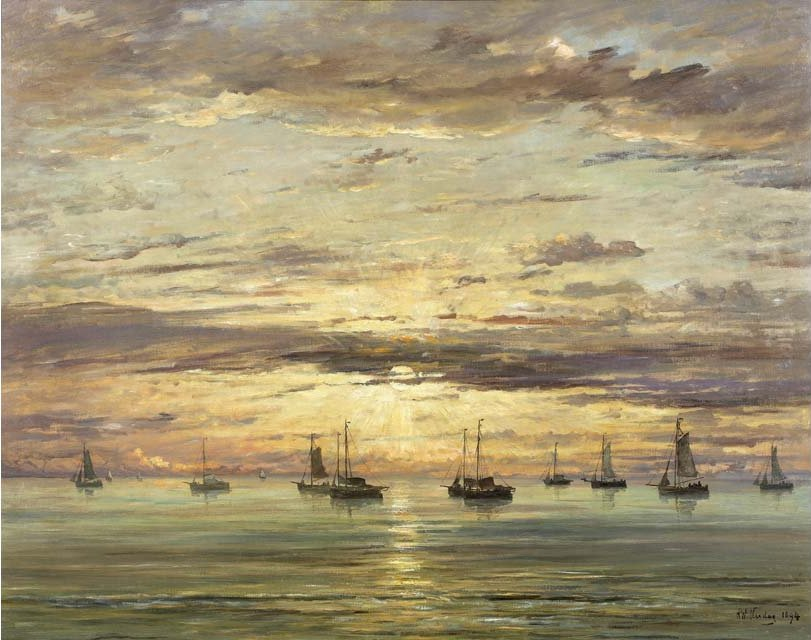
「停泊する漁船団」
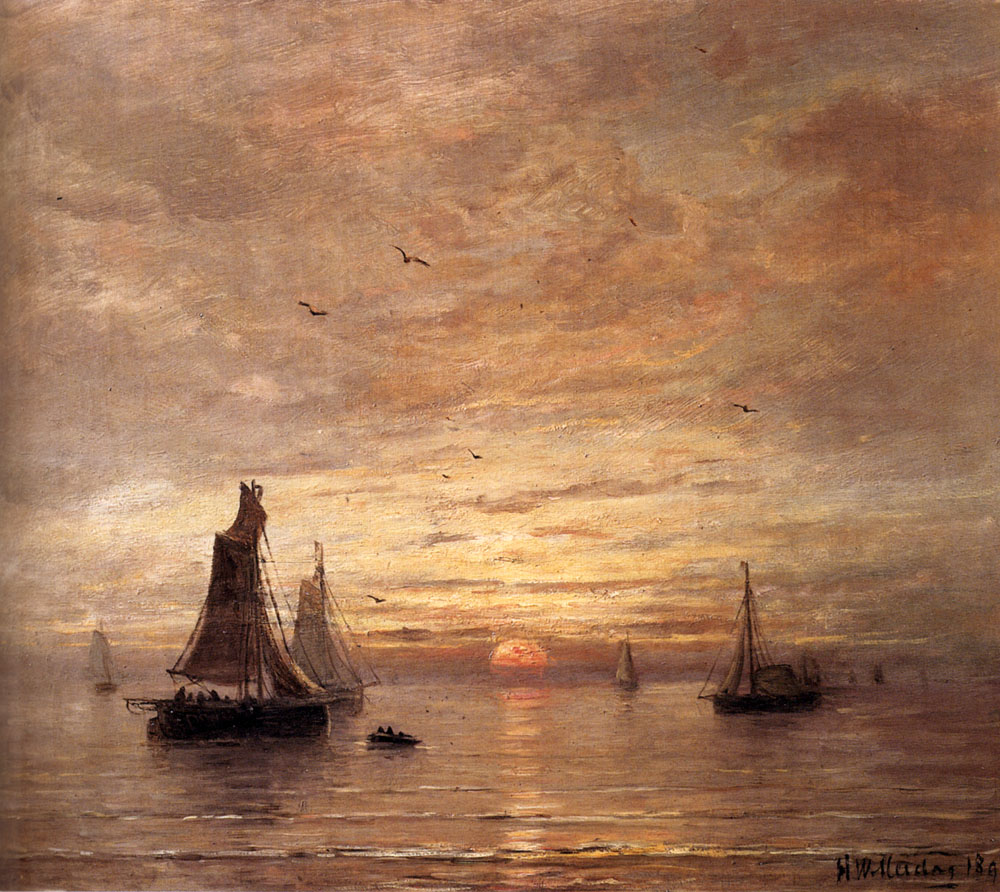